# Havelian
Havelian é uma cidade do Paquistão localizada no distrito de Abottabad, província de Khyber Pakhtunkhwa.